# ОЛ Рейн
«ОЛ Рейн» (англ. OL Reign) — американський жіночий футбольний клуб, що базується в Сіетлі (штат Вашингтон). Заснован Біллом та Терезою Предмор у 2012 році як футбольний клуб «Сієтл Рейн» (англ. Seattle Reign FC). Клуб був одним із восьми перших членів Національної жіночої футбольної ліги (NWSL). 
У 2020 році OL Groupe — материнська компанія французьких клубів «Olympique Lyonnais» та «Olympique Lyonnais Féminin», стала мажоритарним власником команди та змінила її назву, емблему та кольори. 
Найуспішнішим головним тренером команди є колишня англійська гравчиня Лаура Гарві — вона привела «ОЛ Рейн» до двох  перемог поспіль в NWSL Shield у 2014 та 2015 роках, а пізніше і до третьої перемоги у 2022 році.
З 2022 року «ОЛ Рейн» проводить свої домашні матчі на стадіоні «Люмен Філд». До цього команда грала в спортивному комплексі «Starfire» у Таквілі, на Меморіальному стадіоні у Сієтлі  та на «Cheney Stadium» у Такомі.

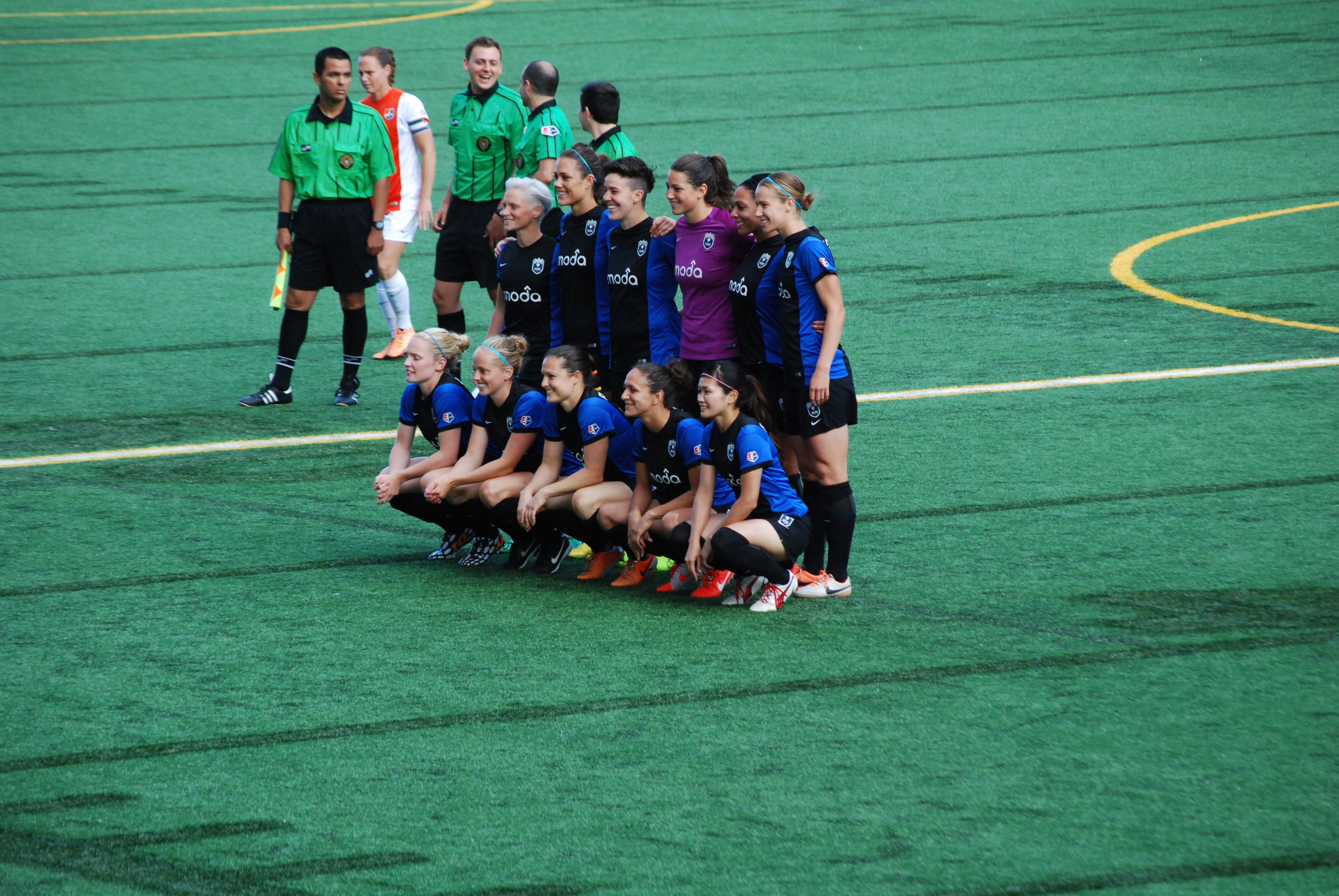
«Сієтл Рейн» на
Меморіальному стадіоні (Сієтл, штат Вашингтон)

## Досягнення
- NWSL Shield
  -  Переможець (3): 2014, 2015, 2022
- The Women's Cup
  -  Володар (1): 2022
- NWSL Championship
  -  Фіналіст (2):  2014, 2015

## Відомі гравчині
- Меган Рапіноу
- Кілін Вінтерс
- Лорен Барнс
- Беверлі Янез
- Бетані Балсер
- Роуз Лавель
- Стефані Кокс
- Джордін Хайтема
- Ребекка Квінн
- Джоді Тейлор
- Джессіка Фішлок
- Кім Літтл
- Ежені Ле Соммер
- Дженіфер Марожан
- Манон Меліс
- Анжеліна
- Нахомі Кавасумі